# Åtvidaberg (comune)
Åtvidaberg è un comune svedese di 11 486 abitanti, situato nella contea di Östergötland. Il suo capoluogo è la cittadina omonima.

## Località
Nel territorio comunale sono comprese le seguenti aree urbane (tätort):
- Åtvidaberg
- Berg
- Björsäter
- Falerum
- Grebo

## Sport

### Calcio
La squadra principale della città è l'Åtvidabergs Fotbollförening.